# Miltochrista germana
Miltochrista germana är en fjärilsart som beskrevs av Rothschild 1913. Miltochrista germana ingår i släktet Miltochrista och familjen björnspinnare. Inga underarter finns listade i Catalogue of Life.